# DAGON
『DAGON』（ダゴン、原題：Dagon）は、2001年のスペインのホラー映画。
ハワード・フィリップス・ラヴクラフトのホラー小説『インスマウスの影』を、舞台をアメリカからスペインに移して翻案した映画作品。

## あらすじ
バカンスを楽しんでいた4人は乗ったヨットが風向きの変化により座礁し、目の前の港町に助けを求める。しかし、その港町は、古くからダゴンという神を崇拝する奇妙な住民たちが住んでおり、生贄の儀式などが催されていた... 

## スタッフ
- 監督：スチュアート・ゴードン
- 脚本：デニス・パオリ
- 原作：ハワード・フィリップス・ラヴクラフト - インスマウスの影
- 製作：ブライアン・ユズナ、フリオ・フェルナンデス
- 音楽：カルレス・カセス
- 撮影：カルロス・スアレス

## キャスト
※括弧内は日本語吹替
- エゼキル：フランシスコ・ラバル(柳沢栄治)
- ポール：エズラ・ゴッテン(斉藤譲)
- バーバラ：ラクエル・メロノ(茉雪千鶴)
- ウシア・カンバラ：マカレナ・ゴメス(桜るみ)